# ACTIVITY
『ACTIVITY』（アクティビティ）は、松田樹利亜のアルバム。

## 概要
前作の「10 VISIONS」から約10ヶ月にリリースした本作は「静寂と激情をあわせ持つ」をテーマにしたオリジナル・アルバム。当レコード会社が動画サイトのYouTube及び公式サイトで本作のテレビコマーシャルを公表した。

## 収録曲
1. ACTIVITY
2. Ready go!!
3. Summer of '95
4. 無垢な夢～MUKUNAMU～
5. FAKE I.D
6. why?
プロモーションビデオも制作されている。上記のテレビコマーシャルと並んで当レコード会社のチャンネルで最初にアップロードしたものである[3]。
7. 渇
8. 蛍
9. 終わりの台詞
10. Big City Night
作詞：松田樹利亜(#2 - 10)
作曲：鈴木慎一郎　編曲：ISAO & SIN(#ALL)